# Bob Whitehead
Bob Whitehead ist ein US-amerikanischer Game Designer und Programmierer. Er gehört zu den Pionieren der Videospiel-Industrie.

## Laufbahn
Whitehead arbeitete in den späten 1970er Jahren für die Firma Atari und entwickelte dort Spiele für den Atari 2600. Darunter befanden sich Titel wie Chess und andere Spiele, die eigentlich in ihrer komplexen Spielstruktur auf der technisch begrenzten Spielekonsole Atari 2600 nicht umsetzbar waren. Wie einige andere Spieleentwickler bei Atari fühlte sich Whitehead bei Atari unfair behandelt; beispielsweise durfte dort der Name der Entwickler eines Spiels nicht genannt werden. Schließlich verließ Whitehead mit anderen Kollegen (Alan Miller, David Crane und Larry Kaplan) Atari und gründete 1979 mit ihnen zusammen die Firma Activision, um dort Spiele für Videospielkonsolen zu entwickeln.
Bei Activision entwickelte Whitehead zusammen mit anderen Mitarbeitern ein Entwicklungssystem für die Spielkonsole Atari 2600, das unter anderem einen Debugger enthielt und nur in Verbindung mit einem Minicomputer funktionstüchtig war. Dieses System wurde zur Entwicklung der meisten Spiele von Activision für die Spielkonsole Atari 2600 verwendet. Whitehead entwickelte für das System auch die venetian-blinds-Animationtechnik, die Sprites mehrfach verwendbar machte, so dass innerhalb eines Spiels mehr Sprites verwendet werden konnten als ursprünglich in dem Konsolensystem vorgesehen. Diese Technik wird auch noch heute sehr oft in der Entwicklung von Spielen verwendet.
Im Jahre 1984 war Whitehead und auch andere Gründer von Activision mit der Firmenpolitik nicht mehr einverstanden. Die Aktienkurse von Activision waren stark gesunken, und die Arbeitsmoral innerhalb der Firma war schlecht. Whitehead war überzeugt, dass eine Entwicklung hin zu dem erfolgreichen Markt der Heimcomputer, wie dem C64, mehr Erfolg haben würde. So verließen er und Alan Miller die Firma und gründeten Accolade. Wenig später gab Whitehead die Arbeit in der Videospieleindustrie ganz auf. Ironischerweise wurde Accolade bald von der Firma Infogrames gekauft, die kurz danach ihren Namen in Atari SA umwandelten.

## Videospiele von Bob Whitehead

### Atari 2600
- Home Run (Atari)
- Football (Atari)
- Blackjack (Atari)
- Casino (Atari)
- Star Ship (Atari)
- Video Chess (Atari)
- Boxing (Activision)
- Stampede (Activision)
- Chopper Command (Activision)
- Private Eye (Activision)
- Skiing (Activision)
- Sky Jinks (Activision)

### Commodore 64
- 4th & Inches (Accolade)
- Hardball (Accolade)